# Angersee
Angersee är en sjö i Österrike.   Den ligger i förbundslandet Salzburg, i den centrala delen av landet, 220 kilometer sydväst om huvudstaden Wien. Angersee ligger 2 227 meter över havet.
Trakten runt Angersee består i huvudsak av gräsmarker. Runt Angersee är det ganska glesbefolkat, med 21 invånare per kvadratkilometer.